# Kosttilskud
 Der er for få eller ingen kildehenvisninger i denne artikel, hvilket er et problem. Du kan hjælpe ved at angive troværdige kilder til de påstande, som fremføres i artiklen.

Et kosttilskud er et præparat med næringsstoffer eller andre stoffer med ernæringsmæssig eller fysiologisk virkning. Kosttilskud er typisk beregnet til indtagelse gennem munden (peroral administration). De findes normalt i dosisform fx som kapsler, tabletter, pastiller, pulverbreve eller væskeampuller, men kan også markedsføres som pulvere eller væsker.
Kosttilskud betragtes i dansk lovgivning som fødevarer og er derfor underlagt Fødevarestyrelsen. De er ikke lægemidler og må derfor ikke markedsføres med henblik på at lindre, helbrede eller forebygge sygdomme.
Næringsstoffer som kosttilskud hyppigt indeholder omfatter vitaminer, mineraler og aminosyrer.
Vitaminer er organiske forbindelser som kroppen benytter i stofskifteprocesserne. Vitaminer skal hovedsageligt tilføres udefra, da kroppen producerer for lidt selv. Blandt de vitaminer kroppen selv kan producere findes: vitamin B, vitamin D og vitamin K.
Kroppen kan dog ikke benytte vitaminerne uden mineraler. Kroppen producerer ikke selv mineraler, hvorfor kroppen er afhængig af indtagelse af mineraler fra fødevarer, drikkevarer og evt. kosttilskud.